# Wilhelm Endtresser
Wilhelm Karl Endtresser, auch  Willi Endtresser oder Willy Endtresser, (* 21. Juli 1895 in Wiesbaden; † 1964 in Berlin) war ein deutscher Schauspieler, Sänger und Kabarettist.

## Leben
Wilhelm Endtresser war ein Sohn des aus Wien stammenden Sängers und Schauspielers Karl Endtresser. Er erhielt seine Schauspielausbildung in den Jahren 1910 bis 1914 an der Schauspielschule des Deutschen Theaters in Berlin. Anschließend hatte er Engagements als Schauspieler und Operettensänger an verschiedenen Theatern. Ab den 1920er Jahren wirkte er regelmäßig in Berlin. In der Spielzeit 1921/22 war er dort an der Kleinkunstbühne „Potpurri“ engagiert, in der Spielzeit 1927/28 am Trianon-Theater (Prinz-Friedrich-Karl-Straße) und 1931–1933 am Metropol-Theater (Rotter-Bühnen). Bis 1933 arbeitete Endtresser auch als Schauspieler und Regieassistent beim
Film.
1933 wurde Endtresser am Metropoltheater entlassen. Ab 1934 arbeitete er als Handelsvertreter für Textilien bei einer Berliner Firma. Im Januar 1937 wurde er aus politischen Gründen verhaftet; von Februar bis März 1937 war er im Untersuchungsgefängnis Berlin-Moabit interniert. Anschließend wurde er zwei Monate bis Ende Mai 1937 „zur Überprüfung“ in die Psychiatrische Heilanstalt Berlin-Wittenau eingewiesen. Nach seiner Entlassung erhielt er als „Halbjude“ endgültiges Arbeitsverbot als Schauspieler, welches durch seinen Ausschluss aus der Reichstheaterkammer (RTK) und der Reichsfilmkammer (RFK) auch faktisch vollzogen wurde.
Endtresser arbeitete anschließend wieder als Vertreter in seiner bisherigen Firma. 1939 wurde er zur Deutschen Wehrmacht eingezogen. Mit längerer Unterbrechung wegen Krankheit (September 1940 bis Januar 1942) war er von September 1939 bis März 1942 Soldat. Im August 1940 stellte Endtresser bei der RTK einen Antrag auf Sondergenehmigung zur beruflichen Wiederausübung, der im Oktober 1941 wegen seiner „jüdischen Herkunft“ jedoch abgelehnt wurde. Ab 1942 war er als Bürokraft und Verkäufer in einem Rundfunkgeschäft tätig. 1943 und 1944 war er insgesamt vier Monate im KZ Sachsenhausen interniert. Anschließend wurde er bei einer Berliner Baufirma zur Beseitigung von Bombenschäden dienstverpflichtet. Im Dezember 1944 erhielt er die Einberufung zu einem in Frontnähe eingesetzten Bautrupp der Organisation Todt. Er kam
diesem neuerlichen Stellungsbefehl jedoch nicht nach und hielt sich bis zum Ende des Zweiten Weltkriegs versteckt.
Nach 1945 nahm Endtresser seine Berufslaufbahn als Schauspieler und Operettensänger wieder auf. Er
gründete in Gelsenkirchen-Buer seine eigene Wanderbühne, die Künstlerspiele „Die Bonbonniere“, mit der er mit Operetten-Revuen, Kabarett-Programmen und Varieté-Veranstaltungen auf Tournee ging. Ab Anfang der Fünfzigerjahre lebte Endtresser wieder in Berlin. Er übernahm kleine Filmrollen, auch bei der DEFA, häufig Chargen, als Eisenbahner, Möbelpacker, Zeitungsverkäufer, Beamter u. a., deren Auftritte auf wenige kurze Szenen beschränkt waren.
Endtresser starb wahrscheinlich 1964 in Berlin. Das Handbuch des deutschsprachigen Exiltheaters 1933–1945 vermerkt sein Todesdatum mit einem Fragezeichen.

## Filmografie
- 1954: Der Fall Dr. Wagner
- 1955: Ein Polterabend
- 1955: Herr über Leben und Tod
- 1955: Der Ochse von Kulm
- 1955: Der Teufel vom Mühlenberg
- 1955: Das Fräulein von Scuderi
- 1955: Urlaub auf Ehrenwort
- 1956: Thomas Müntzer – Ein Film deutscher Geschichte
- 1956: Das tapfere Schneiderlein
- 1957: Banktresor 713
- 1957: Polonia-Express
- 1958: Der eiserne Gustav
- 1962: Jeder stirbt für sich allein (TV-Film)
- 1963: Die Wölfe (TV-Film)